# Feodalisme

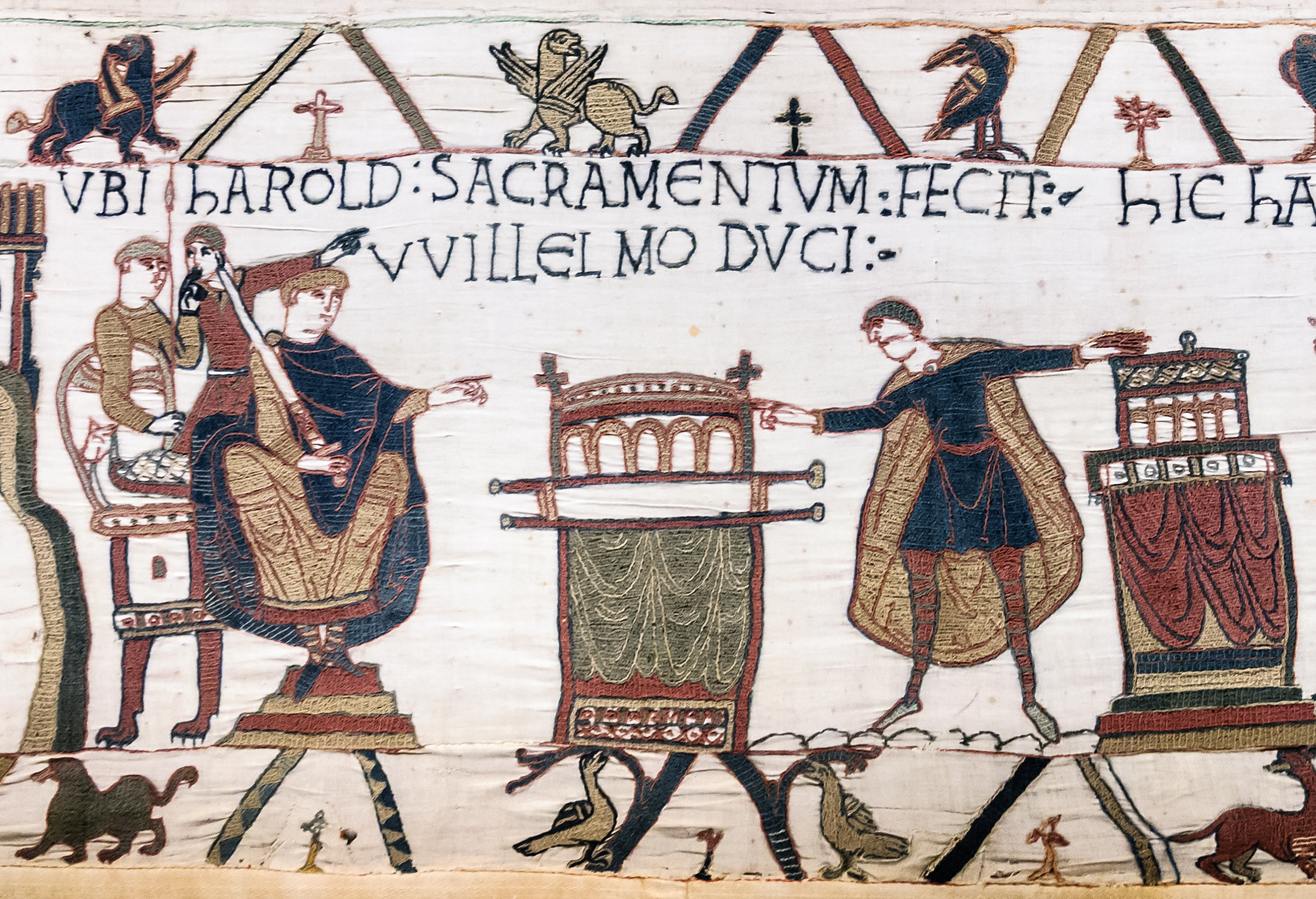
Harold legt de eed af als vazal voor Graaf Willem I van Normandie - Tapijt borduursel

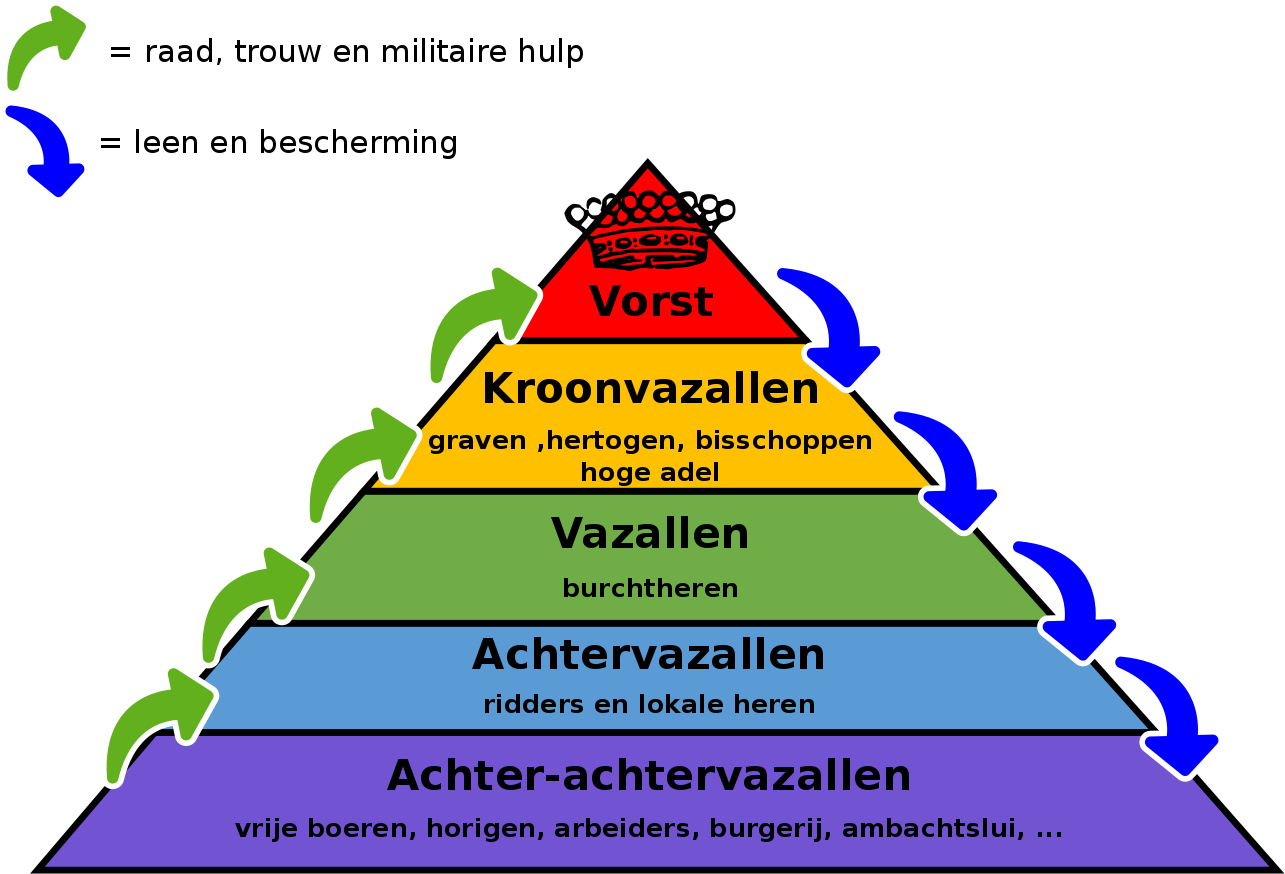
Piramidevoorstelling van het feodaal leenstelsel, volgens moderne opvattingen een te eenvoudige manier van denken

Het feodalisme of de feodaliteit (van het Latijnse feudum of leen) is het gelaagde machts-, bestuurs- en samenlevingssysteem gebaseerd op een leenstelsel, dat zich in grote delen van Europa ontwikkelde na de Val van het West-Romeinse Rijk (circa 500), tot in de nieuwe tijd (circa 1500). Het feodalisme was het maatschappelijke systeem dat de gehele middeleeuwen gehandhaafd bleef. Het belangrijkste kenmerk is dat grondgebied door de eigenaar of houder in gebruik wordt toebedeeld aan anderen, waarbij bindende afspraken worden gemaakt over wederzijdse rechten en verplichtingen: de feodale overeenkomst. Degene die grond onder voorwaarden in gebruik gaf werd leenheer genoemd, en de ingebruiknemer vazal of leenman. De ontwikkelingen en gebruiken verschillen van streek tot streek en gedurende de verschillende tijdsperioden binnen de middeleeuwen.
Leenmannen verplichtten zich in de regel tot het leveren van verschillende soorten diensten, als trouw (fidelitate), persoonlijke militaire bijstand (servitia militaria), grondbewerking (servitia ordinaria), bescherming van het grondgebied en haar bewoners tegen vijandige invallen, en tot het doen van regelmatige betalingen in geld of goederen. Daarnaast kregen ze verschillende rechten, als gedeeltelijk vruchtgebruik, bescherming van lijf en goed door de leenheer, het verzorgen van rechtspraak op het grondgebied, en het heffen en innen van belastingen, accijnzen en tol.
De verhouding tussen een heer en bewoners van het grondgebied waarover de heer zeggenschap had, was aanvankelijk getekend door volledige onderdanigheid van de bevolking aan de heerser. In de loop der eeuwen ontwikkelden zich door een actieve opstelling van de bewoners instituties als burgerschap en zeggenschap bij wetgeving, bestuur en rechtspraak.
Naar de huidige stand van de wetenschap moet feodalisme begrepen worden als een verzamelbegrip voor, van elkaar - naar tijd, plaats en samenleving - verschillende structuren waarbij militaire, economische, sociale, politieke, religieuze en culturele sectoren op verschillende manieren met elkaar zijn verbonden.
De Franse revolutie wilde deze eigendoms- en machtsverhoudingen (ancien régime), en de daarop gebaseerde manier van besturen afbreken, en burgers zeggenschap geven. In de politieke stroming van het marxisme wordt het begrip feodalisme op een kritische manier gebruikt, als stadium tussen de slavenmaatschappij van de klassieke oudheid en het moderne kapitalisme.

## Etymologie
De term feodalisme komt mogelijk van het Latijnse feodum, als aanduiding voor een leen, in plaats van het oudere beneficium, dat het geleidelijk verving. Onder de bijvoeglijke afleiding feudorum (feodaal) werd tot in de achttiende eeuw verstaan datgene wat betrekking heeft op het feodum, in deze zin de Italiaanse Libri Feudorum uit de twaalfde eeuw. In deze betekenis wordt het nu zelden meer gebruikt, feodaliteit wordt gehanteerd als begrip voor het systeem, féodalité, ontwikkeld onder Franse Verlichtingsdenkers en daar uitgelegd met een negatieve bijklank van onderdanigheid en droit divin.
Een andere verklaring herleidt feodum naar het Germaanse fehu-ôd (vee-goed). Maurits Gysseling verwierp dit: volgens hem kwam feodum van het Germaanse faw-ôd (beperkt bezit), waartegenover het al-ôd (geheel bezit, vanwaar allodium) was geplaatst. Het woord feodalisme is pas in de 17e Franse Verlichtingseeuw geïntroduceerd en werd verspreid door Montesquieu en Voltaire.

## Inleiding

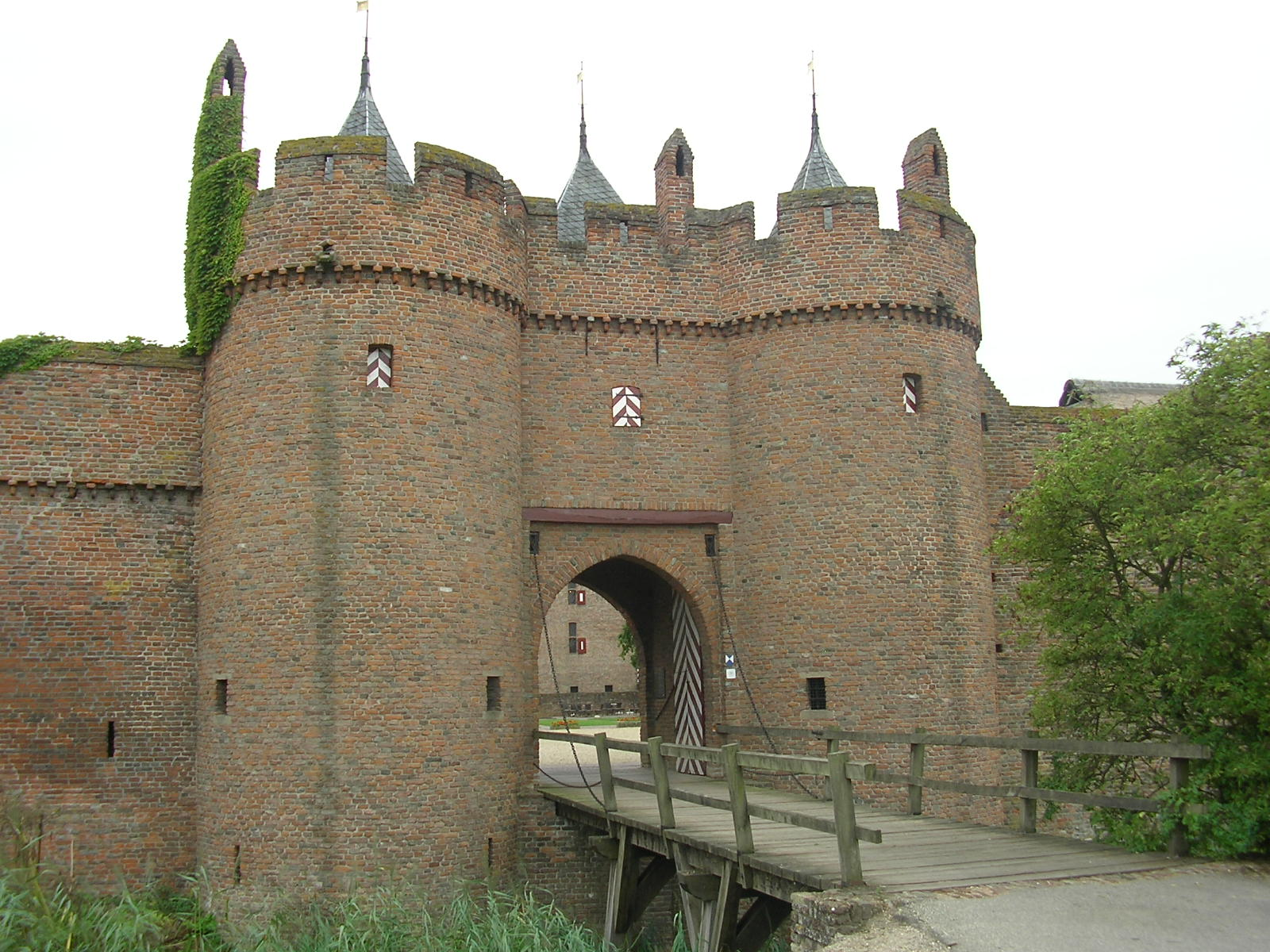
Kasteel - een traditioneel symbool van feodalisme (kasteel Doornenburg)

Aanvankelijk werden de grondstukken direct door de eigenaar, veelal een koning of andere vorst, aan aanzienlijken - vooral aanvoerders uit het leger - voor een bepaalde tijd in bruikleen gegeven. Degeen die grond in leen kreeg, de vazal of leenman, sloot een contract met de koning dat werd bevestigd door het afleggen van de vazallen-eed (vasallagium) of het opstellen en ondertekenen van een leenbrief die dan door de koning of door beide partijen van een zegel werd voorzien ofwel bezegeld. De afspraken gingen over de wederzijdse rechten en plichten die aan de leen werden verbonden. De vazal moest bijvoorbeeld het gebied in naam van de koning besturen, de koning persoonlijk als ridder en/of met troepen bijstaan in miltaire veldtochten en het grondgebied verdedigen tegen aanvallen. Daartegenover mocht de leenman het gebied uitbaten; er bijvoorbeeld landbouw of veeteelt uitoefenen, er jagen of vissen, de wateren bevaren, grondstoffen delven, wind- of watermolens bedrijven, een markt organiseren, tol en belastingen heffen of een stad stichten. Een deel van de opbrengst mocht de vazal houden om zijn verplichtingen te kunnen financieren en in zijn onderhoud te voorzien. De rechtverhouding tussen leenman en leenheer was tweezijdig: ze verzekerden zich van wederzijdse steun en trouw en de leenmannen borgden militaire inzet tot aan zelfopoffering. Er ontwikkelde zich een stelsel van plaatselijk gewoonterecht dat de rechten en plichten regelde van de leenheer (persoon die de grond in eigendom had en er in juridische zin over mocht beschikken) en de leenman (de persoon die bepaalde rechten op een gebied in leen ontving). Deze verhoudingen werden in boeken geïdealiseerd als romantische ridderlijkheid, maar dat kwam volstrekt niet overeen met de realiteit.
De keten van lenen kon drie of meer trappen beslaan waarbij een leen in steeds kleinere lenen onderverdeeld geraakte. Omgekeerd werden in de loop der eeuwen meerdere lenen onder de heerschappij van een familie gebracht, door oorlog te voeren of door strategische huwelijken te sluiten.
In West-Francië (grofweg het huidige Frankrijk) gingen in de loop van de negende eeuw veel leenmannen van grote grondgebieden, edelen, zich steeds onafhankelijker opstellen in hun verhouding tot de leenheer en zich als heer en meester over de grond gedragen. Het werd de gewoonte dat een leenrecht na overlijden van de leenman feitelijk werd overgenomen door de volgende generatie in mannelijke lijn en zo in de familie bleef (vererving). Wilde de koning daar iets tegen doen moest hij (dreigen met) oorlogvoeren. Het fenomeen breidde zich zodanig uit dat de koning hiertegen uiteindelijk niet meer kon optreden. Het door keizer Karel de Kale in 877 uitgevaardigde Capitulare van Quierzy gaf de erfelijkheid een wettelijke basis binnen het hele koninkrijk.
In Oost-Francië (grofweg het huidige Duitsland) wisten de Ottonen de vererving van lenen tegen te houden, door bisschoppen te belenen. Zo verkregen ze wereldlijke macht of investituur. In 1037 bevestigde keizer Koenraad II voor Italië het recht van erfelijkheid in de Constitutio de feudis. De beschuldiging van simonie, vooral door paus Gregorius VII, leidde tot de Investituurstrijd. Deze werd beëindigd door het Concordaat van Worms van 1122, een duidelijke aantasting van het gezag van de Duitse keizer. Hiervan maakten zijn leenmannen, de nominaal onderhorige graven en hertogen, gebruik door zich steeds onafhankelijker op te stellen. Vanaf ongeveer de twaalfde eeuw bestonden ook feodale overeenkomsten zonder de verplichting tot militaire bijstand. Ten slotte was het gezag van de keizer in de praktijk beperkt tot zijn persoonlijke eigendommen: zijn Hausmacht.

## Oorsprong

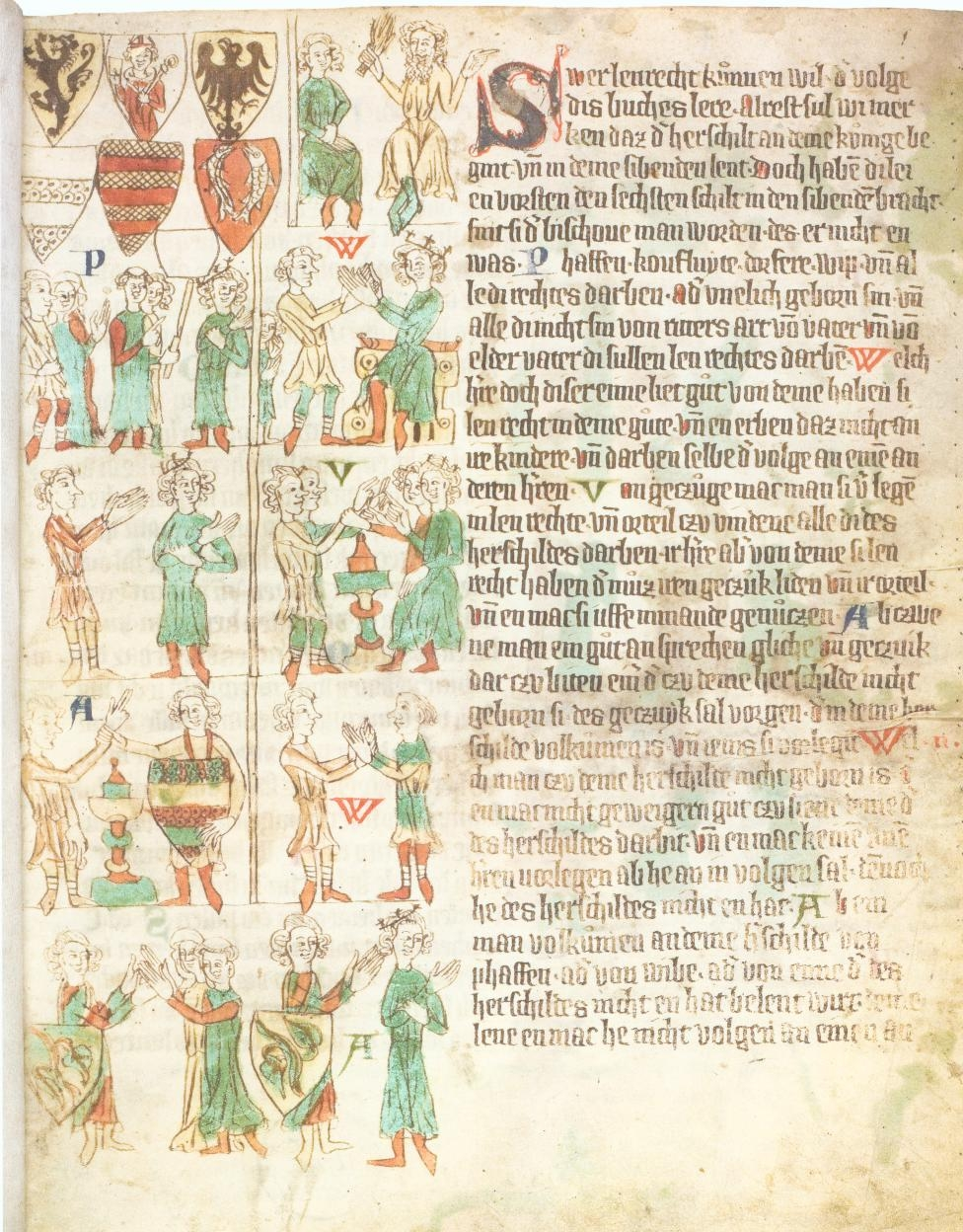
Ordening van wapens en daarmee in standen - Illustratie Saksenspiegel

Met de feodaliteit ontwikkelde zich de standenmaatschappij van het late Karolingische rijk. De Frankische koningen baseerden oorspronkelijk hun macht vooral op jaarlijkse militaire veldtochten waardoor met geweld gebiedsuitbreiding tot stand kwam en bewoners angst aangejaagd werd om te gehoorzamen aan het gezag. Militaire aanvoerders die overleefden werden beloond met een deel van de gebiedsaanwinsten dat ze in leenrecht ontvingen. Toen onder Karel de Grote alle begeerde gebieden door oorlogsvoering ingelijfd waren was het rijk veel te groot geworden om vanuit een centraal punt efficiënt te besturen. Als communicatiemiddel reisde hij persoonlijk rond om zijn gezag af te kunnen dwingen en zijn belastingen ter plaatse te innen of op te laten slaan, want veelal werden ze in natura voldaan. Hij had daarom plaatselijke vertegenwoordigers nodig en de koning vond een andere manier om zijn edelmannen aan zich te binden, door hen bestuurlijke rechten te gunnen verbonden met de grond die ze in leen hadden. Zo gingen leenheren plaatselijke bestuurlijke functies vervullen als schout of stadhouder en mochten ze in die functie plaatselijke verordeningen opstellen en rechtspreken. Uit deze klasse ontstond de adelstand.
De centrale macht was allesbehalve sterk. Grote delen van West-Europa waren van de vijfde tot de elfde eeuw vermoedelijk niet onderworpen aan enig staatsgezag, waardoor ze vreemd waren aan geweldsmonopolie en belastingen. Veel kleine boeren waren baas over eigen erf en dorpsgemeenschappen vaak zelfvoorzienend en zelfbesturend. Edelen hadden wel (feodale) verplichtingen tegenover de vorst of andere edelen, maar deze verplichtingen vloeiden voort uit overeenkomsten samenhangend met eigendomsverhoudingen, niet uit onderdanigheid.
De koningen na Karel de Grote verloren steeds meer aan macht en aanzien, vooral vanwege hun ontoereikende reactie op buitenlandse bedreigingen zoals de Vikingen. In de tijd van Hugo Capet was dit proces zo gevorderd dat sommige leenmannen rijker en machtiger waren geworden dan hun leenheer. De Franse koning beheerste toen slechts het leen rond Parijs, het Île-de-France. In de eeuwen daarna trachtten de koningen geleidelijk aan hun verloren macht te herwinnen. Een van de methoden die ze daartoe gebruikten was het Ottoonse stelsel: bisschoppen belenen met land. Zo werden de kerkvorsten een onderdeel van het politieke stelsel, met voor hen als voordeel dat het Frankische erfrecht vanwege het celibaat niet toepasbaar was.

## De feodale maatschappij

De drie standen Koning-kroonvazallen-achtervazallen

De feodaliteit was een hybride systeem om een maatschappij te organiseren, ontwikkeld door uitbreiding en standarisatie van afspraken tussen koning en leenheren over de manieren van beheer en bestuur van grondeigendom en hun bewoners. Als grondslag had het leenrecht enerzijds een financieel-economisch bestanddeel, het in gebruik geven van grond in ruil voor diensten, anderzijds een sociaal-bestuurlijk bestanddeel, het leveren van persoonlijke militaire bijstand en bestuurlijke organisatie. De leenman kreeg een gebied in bruikleen, moest er zorg voor dragen dat het land werd bewerkt, de opstallen onderhouden en mocht een deel van de opbrengsten behouden, de rest kwam aan de leenheer toe. Het ging dan vooral om opbrengsten in natura (de oogst), want in grote delen van West-Europa was geld schaars geworden. Een leenman kon daardoor zijn leengoed veelal alleen nog nuttig maken door de directe opbrengst van zijn leengoed. Dat leidde tot de ontwikkeling van het hofstelsel, met name in die gebieden waar geld nauwelijks nog een rol speelde.
Bij het hofstelsel verdeelde de leenman zijn leengoed in hoeves (saalgoederen) die voor hem uitgebaat werden. Ondergeschikten die een saalgoed in leen ontvingen, moesten dan een deel van hun opbrengst aan hun landsheer afstaan, en ook van hun eigen landgoederen als ze er hadden. Om zeker te zijn van voldoende opbrengst was de leenman afhankelijk van de inzet van zijn ondergeschikten. Hij streefde er daarom naar om zijn boeren te binden aan zijn hof.

### Horigheid
Boeren die zich onmogelijk los konden maken van deze leenband waren horigen. Zij maakten uiteindelijk in bepaalde delen van Europa de meerderheid uit van de bevolking, zo ook in de kern van het oorspronkelijke Frankische rijk. Horigheid is nooit uitgegroeid tot het algemene systeem van grondbewerking, in uitgestrekte gebieden in West-Europa was horigheid zeldzaam en bestond een meerderheid uit van oudsher vrije boeren. Dit was met name het geval in gebieden waar geld niet geheel was verdwenen, bijvoorbeeld Friesland, waar het inkomen uit de veeteelt werd aangevuld met het verhandelen van het surplus.
Horigheid was overigens niet enkel een verplichting van de horige boer jegens de leenman. Ook de heer had verplichtingen jegens zijn horigen. Met name het bieden van rechtszekerheid en veiligheid en ook een zekere sociale zekerheid behoorden tot deze taken. De rechtsverhouding horige-heer kon niet eenzijdig worden opgezegd en ging na verloop van tijd door vererving over op een volgende generatie.
In sommige landen van Europa, bijvoorbeeld Polen, werd het systeem wel uitgewerkt, zo ver dat er uiteindelijk een wet werd aangenomen dat iemand ofwel een heer over horigen was ofwel een horige onder een heer. Het werd daarmee onmogelijk om vrije boer te zijn.

### Lijfeigenschap
Terwijl de horige in theorie het land dat hij bewerkte bezat, waren er ook niet-vrije boeren die géén eigendom hadden: de laat en de lijfeigene. Ook pure slavernij kwam sporadisch nog voor.

### Ridders
De eerste groepen vazallen hadden persoonlijk als zwaarbewapend krijger (miles) gediend bij de leenheer en kregen het leenrecht als beloning daarvoor. Anderzijds maakte het leenrecht mogelijk dat ze een goede wapenrusting konden laten maken, tijd hadden om de vechtkunst te beoefenen en paarden te houden en te trainen. Onderdeel van het leenrecht was dat ze verplicht waren persoonlijke militaire bijstand te paard te blijven leveren. Uit de stand van de vazallen of miles ontwikkelden zich zo de adelstand van ridder.
Sommige niet-vrijen in dienst van hoge edelen of de koning kregen op basis van hun kennis en kundigheid hoge posten verleend in het leger of bestuur, zij werden als ministeriaal betiteld. Velen slaagden er in na generaties op te klimmen tot de nieuwe adelstand van de ridders. In tegenstelling tot de oude adel stamt dit ridderschap dus niet af van vrije boeren met eigen land, maar van niet-vrijen.

### Rechten en privileges
In het leenstelsel werd niet alleen grond in bruikleen gegeven, maar ook allerlei rechten die de leenheer als eigenaar van de grond toekwamen, zoals het recht op het betreffende gebied te jagen of vissen, een windmolen te bedrijven, in de grond aanwezige kolen te delven of tol te heffen. Door op een taktische manier om te gaan met de uitgave van rechten, kon een leenheer een politieke of economische strategie uitzetten. Zo gaf marktgraaf Otto II van Meißen, nadat in 1168 op zijn grondgebied zilvererts was ontdekt, aan mensen die zich daar wilde vestigen om in de zilverertsbouw te werken, het vrije stadsburgerschap. Dat lokte een stroom van mijnwerkers aan met hun families en in hun kielzog handelaren, leraren en handwerkers als bakkers, smeden en timmerman die de stad Freiberg en omgeving tot een welvarend gebied maakten en de graaf tot een rijk man. Graaf Floris V verleende vanaf circa 1250 de mensen die bij de dam in de Amstel kwamen wonen, vrije vaart over de Hollandse wateren, een zet in een jarenlange strijd om de macht in het gebied.
Omgekeerd werd ook te veel macht uit handen gegeven. Hertog Albrecht van Beyeren, Graaf van Holland, verleende in 1400 het privilege aan de bestuurders van de stad Amsterdam, om hun burgemeesters zelf te kiezen. De hertog gaf hiermee het exclusieve recht op de benoeming van de burgemeesters uit handen waardoor de stadsbestuurders konden uitgroeien tot een machtige elite met een grote mate van onafhankelijkheid.

## Ontwikkeling staatsrechtelijke organisatie

### Burgerschap
Onder het feodale stelsel ontwikkelde zich ook het concept van burgerschap met daarbij behorende rechten. Iemand die aantoonbaar langer dan een jaar in een stad woonde, kreeg bijvoorbeeld de status van burger en mocht in die stad een beroep uitoefenen, of op de markt handelen.

### Brabants Constitutionalisme
In opbloeiende handelssteden als Leuven en Antwerpen organiseerden de gegoede burgerij zich en hun vertegenwoordigers vorderden bij de hertogen rechten op, onder andere om zeggenschap bij het bestuur en de financiën te krijgen. Afspraken werden vastgelegd in convenanten die de eerste beginselen van een staatsrechtelijke organisatie in zich bergen. Beroemd is de Keure van Kortenberg en de traditie van de Blijde Inkomsten waarbij elke nieuwe hertog met de bevolking afspraken maakte om te worden erkend. Men is deze ontwikkeling 'Brabants Constitutionalisme' gaan noemen.

## Afbraak van de feodaliteit
Na het jaar 1000 begon de macht van keizers, koningen en vorsten te fragmenteren. Voordien hadden de vorsten (bijvoorbeeld hertogen en graven) de macht van de koning geüsurpeerd, nu herhaalde dit proces zich op een lager niveau. Door de creatie van banheerlijkheden of seigneuries banales verloren vorsten hun macht ten dele aan lokale kasteelheren, burggraven (châtelains) en banheren. Deze banale revolutie voltrok zich niet overal; vorstendommen zoals het graafschap Vlaanderen behielden een sterk centraal gezag, waardoor ze niet uiteenvielen.
Ook begonnen langzamerhand de steden, veelal gesticht in de Romeinse tijd, weer te groeien en ontstonden er nieuwe steden en dorpen dankzij de bevolkingstoename. Ook de handel kwam weer op gang en daarmee mobiel kapitaal als geld en waardebrieven. Steden werden vooral door hun muren een machtsfactor van belang en dit leidde uiteindelijk vooral in Vlaanderen en Italië tot het ontstaan van machtige steden en stadstaten die in verzet konden komen tegen de alleenheerschappij van de adel en geestelijkheid. Voor de halfvrije en onvrije boeren was het vaak beter vrij in de stad te werken, dan onvrij hand-en-spandiensten voor een heer te verrichten.
De grote pandemie van de Zwarte Dood van 1347 maakte een einde aan een periode van stabiele bevolkingsgroei en het wankele evenwicht tussen vraag en aanbod van voedsel. Doordat een derde van de plattelandsbevolking was gestorven daalde het voedselaanbod drastisch (boeren konden in 1352 viermaal zoveel voor hun graan vragen). De boeren eisten van hun heer meer vrijheid vooraleer ze zouden blijven om het land te bewerken. Zonder de boeren zouden feodale heren hun luxueuze levensstijl en strijdlust moeten opgeven; daarom stemden ze steeds meer in met de eisen van horigen en gaven hele dorpen de vrijheid.
Tijdens de renaissance verloor de feodaliteit veel invloed in West-Europa. De lenen vervielen in de handen van een kleiner wordende groep adellijke families door het proces van vererving. Zo was een groot deel van de gewesten in de Lage Landen in de vijftiende eeuw in een personele unie onder Filips de Goede verbonden. Door deze vererving ontstonden eveneens enkele grote bondgenootschappen die om de opperste macht streden (bijvoorbeeld de Hoeken vs. Kabeljauwen in Holland en de Lancasters versus de Yorks in Engeland). Rond 1500 was de feodaliteit zodoende tot haar bloedige eindstrijd gekomen. Vooral in Frankrijk was de absolute koninklijke macht intussen hersteld. De adel bleef meestal wel bestaan, maar werd tot hofadel gereduceerd.
Formeel werden de feodale rechten afgeschaft onder invloed van de Franse Revolutie en de daaropvolgende Franse bezetting van delen van Europa. De heerlijkheden werden afgeschaft en ondergebracht in gemeenten. Het bestuur was niet meer erfelijk, maar werd toegekend door de bevolking in de vorm van verkiezingen. De departementen en later provincies namen de plaats in van de oude vorstendommen.
In Midden- en Oost-Europa bleef de feodaliteit echter nog lang bestaan. In de negentiende eeuw werd dit hier pas officieel afgeschaft (oostelijke gebieden van Pruisen omstreeks 1850 na het revolutiejaar 1848, Rusland en Polen pas in 1861) maar in de praktijk bleven hier vaak nog, vooral op het platteland, tot aan de Eerste Wereldoorlog feodale verhoudingen bestaan.
Het Kanaaleiland Sark kan beschouwd worden als de laatste feodale natie ter wereld, omdat veel wetten ongewijzigd zijn gebleven sinds de feodale tijd.

## Historiografie

### Feodaliteit in het Marxisme
In navolging van politiek denker Karl Marx wordt feodalisme ook gebruikt als aanduiding voor een fase in de economische geschiedenis die volgt op de antieke slavenmaatschappij, gekenmerkt door exploitatie en bezit van de mens door de mens en voorafgaat aan het kapitalisme, waar een kleine groep vrije burgers een grote groep andere vrije burgers economisch exploiteert op basis van eigendom van produktiemiddelen. Feodaliteit wordt in deze opvatting gekenmerkt door een stelsel van horigheid, vastgeknoopt aan grondbezit, waarbij de heer regels opstelt voor en recht spreekt over zijn vazallen en boeren, waardoor een vrije man dusdanig gebonden is, dat hij in feite onvrij is. Er is lage productiviteit en een verdeling van overschotten tussen heer en horige langs vooropgezette lijnen, in plaats van via marktmechanismen.
Er wordt wel een conceptueel onderscheid gemaakt tussen feodaliteit als politiek-juridisch stelsel en feodalisme als productiewijze, maar de noties zijn nauw met elkaar verbonden.

## Kritiek op gebruik van het begrip feodaliteit
Diverse wetenschappers zijn na onderzoek tot de conclusie gekomen dat historici vóór hen feodaliteit te veel als een algemeen heersend systeem (binnen het Karolingische rijk) hebben opgebouwd en feiten te veel binnen deze constructie hebben geduid. Alles wat niet binnen dit kader paste kreeg weinig aandacht in de geschiedschrijving, men bracht elementen onder het feodalisme die er ook voordien al waren of het begrip werd als vergaarbak gebruikt voor allerlei verschijnselen, ook zonder feodaal karakter. Elizabeth Brown gaat zover dat ze bepleit het begrip feodaliteit in literatuur en onderwijs af te schaffen omdat het een achteraf bedachte constructie is die te simplistisch is en geen recht doet aan de vele verschillen in tijd, plaats en samenleving en de specifieke mogelijkheden verhoudingen politiek en sociaal te regelen. Vanuit het algemene kader van feodalisme of feodaal stelsel kan niet op een goede manier geschiedkundig inzicht worden verkregen van middeleeuwse Europese samenlevingen. Susan Reynolds stelt dat de constructie vanaf de dertiende eeuw zou zijn gebruikt om het gezag van koning en paus te versterken terwijl dat feitelijk niet zo sterk was.
Moderne wetenschappers hebben de opvatting dat in de Karolingische tijd niet gesproken kan worden van een feodaal stelsel, ten eerste was sprake van een grote diversiteit in leenheer-vazal-verhoudingen en ten tweede bestonden ook veel andere leenvormen. Vanaf de twaalfde eeuw ontwikkelde het vlechtwerk aan plaatselijk gewoonterecht zich tot breder geldend algemeen recht, mede door codificering als de Libri feodorum (Alpengebied) en de Sachsenspiegel (westen van Duitsland, oosten van Nederland) welke teksten zich over een groot gebied verspreidden.

## Verklarende noten
1. ↑  Van de Kieft concludeert dat je moeilijk kunt stellen dat de maatschappij als geheel in de periode tussen 750 en 1300 werd gedetermineerd door het feodale element.
2. ↑  Elizabeth Brown is van mening dat feodaliteit in handboeken en schoolboeken veel te simplistisch voorgesteld wordt. Zij pleitte ervoor het begrip helemaal af te schaffen, ook in het onderwijs. Volgens haar heeft er niet iets als feodaliteit bestaan, is het slechts een constructie van latere juristen en historici
3. ↑  Susan Reynolds stelt in 1984 dat twintigste-eeuwse historici de feodaliteit te veel als toonaangevend interpreteerden, waardoor een misleidend beeld van de middeleeuwen is ontstaan. Feodaliteit was slechts een van de vormen van de sociale verhoudingen in de middeleeuwen. Ook stelt zij dat historici te weinig aandacht schonken aan de grote regionale verschillen
4. ↑  Susan Reynolds stelt in 1992 het begrip feodaliteit fundamenteel ter discussie. Zij stelt dat het niet zozeer een reëel sociaal verschijnsel in de periode 800-1300 betreft maar een constructie van dertiende-eeuwse juristen. Vanaf 1200 ontwikkelden universitair gestudeerde juristen concepten om het gezag van de koning te verzekeren. De idee van de feodale piramide met de koning aan top is volgens haar pas in de dertiende eeuw ontstaan
5. ↑  Barbara Rosewein is van mening dat het begrip feodaliteit niet precies te definiëren is en daardoor onbruikbaar om de complexe sociale, economische en politieke verhoudingen van de middeleeuwen te begrijpen